# Hugh Foot
Hugh Mackintosh Foot (Plymouth, 8 de octubre de 1907 - 5 de septiembre de 1990) fue un administrador colonial y diplomático británico.

## Biografía

### Primeros años y estudios
Nació en Plymouthen el seno de una familia con tradición política. Su padre, Isaac Foot, fue un abogado que llegó a ser miembro del Parlamento del Reino por el Partido Liberal. Algunos de sus hermanos también desarrollaron una carrera pública. Dos de ellos, Dingle Foot (1905-1978) y John Foot (1909-1999), fueron parlamentarios, mientras que Michael Foot (1913-2010) también fue parlamentario y llegó a ser líder del Partido Laborista. Era también tío del periodista Paul Foot (1937-2004).
Fue educado en Leighton Park School en Reading, Berkshire, y luego en Saint John's College, de Universidad de Cambridge, donde se graduó con un título de Bachelor of Arts en 1929.
Se casó con Florence Sylvia Tod (f. 1985) en 1936.  Tuvieron tres hijos y una hija.

### Carrera
En el mandato británico de Palestina, se desempeñó como asistente del comisionado de distrito en la región de Nablus. Durante la Segunda Guerra Mundial fue nombrado Administrador Militar Británico de Cirenaica, y se desempeñó como Secretario Colonial de la Chipre británica de 1943 a 1945. Después de la Guerra, se desempeñó como Secretario Colonial de Jamaica (1945-1947) y como Secretario en Jefe de la colonia de Nigeria (1947-1950). Fue nombrado Capitán General y Gobernador de Jamaica en 1951, cargo que ocupó hasta 1957.
Regresó a Chipre como el último Gobernador y Comandante en Jefe colonial en 1957, desempeñándose en el cargo hasta 1960, cuando la isla obtuvo su independencia. En 1961, se convirtió en embajador británico ante el Consejo de Administración Fiduciaria de las Naciones Unidas. Después de que el Partido Laborista ganara las elecciones generales de 1964, Foot fue nombrado ministro de Estado para Asuntos Exteriores y embajador británico en las Naciones Unidas de 1964 a 1970. Durante su período como representante Permanente, ingresó al Consejo Privado en 1968.
Fue presidente del Consejo de Seguridad de las Naciones Unidas los meses de octubre de 1966, mayo de 1968 y octubre de 1969.
Meses después de la guerra de los Seis Días, auspició el proyecto de lo que sería la resolución 242 del Consejo de Seguridad, modificando un proyecto presentado por los representantes de Argentina  (José María Ruda) y de Brasil (José Sette Câmara Filho), el cual rechazaba la adquisición de territorio por la fuerza y solicitaba a Israel retirar sus fuerzas de los territorios ocupados.
En 1964 obtuvo el título de nobleza vitalicio como Baron Caradon, de St Cleer en el condado de Cornualles. También fue un activo francmasón.

## Distinciones
Fue nombrado Oficial de la Orden del Imperio Británico (OBE) en los honores de Año Nuevo de 1939 y compañero de la Orden de San Miguel y San Jorge (CMG) en los honores de cumpleaños de 1946. Fue elevado a Caballero Comandante de la Orden de San Miguel y San Jorge (KCMG) en los honores de Año Nuevo de 1951 y fue nombrado Caballero Comandante de la Real Orden Victoriana (KCVO) el 27 de noviembre de 1953. En los honores de cumpleaños de 1957, fue a Caballero Gran Cruz de la Orden de San Miguel y San Jorge (GCMG).

## Obra
- Lord Caradon. "The Obligation of Optimism." Conspectus of History 1.8 (1982): 1-9.